# مصر للسياحة
شركة مصر للسياحة هي شركة حكومية مصرية، تابعة للشركة القابضة للسياحة والفنادق والتجارة إحدى شركات وزارة قطاع الأعمال العام، أنشأت سنة 1934 على يد طلعت حرب كإحدى شركات بنك مصر، وبرأس مال بلغ وقتها 7000 جنيه مصري، تعمل في مجال السياحة والفنادق، يبلغ عدد فروعها 39 فرع، منهم 30 داخل مصر، وتسعة فروع في السويد، فرنسا، الولايات المتحدة، اليابان، إيطاليا، ألمانيا، هولندا، بلجيكا، والمملكة المتحدة.

## نشاط الشركة
- تمتلك الشركة أسطول نم الحافلات مكون من 119 حافلة.[6]
- قرية سياحية بمدينة الغردقة تسمى «مجاويش» على مساحة 500 فدان.[7]
- خمسة فنادق ومطاعم عائمة هي شهريار، شهرزاد، نفتيس، اونيكس، توباز.[6]
- ثلاثة فنادق «رومانس» بالإسكندرية،[8] بورسعيد، والأقصر.

## وصلات خارجية
- الموقع الرسمي للشركة.
- الصفحة الرسمية للشركة على موقع فيس بوك.